# Karel Žďárský (fotbalista)
Karel Žďárský (22. května 1900 či 1902 – ?) byl český fotbalista, československý reprezentant.

## Fotbalová kariéra
Za československou reprezentaci odehrál v letech 1924–1926 dvě utkání a dal 1 gól. Hrál za SK Meteor Praha VIII. Byl útočníkem menší, zdatné postavy.